# Waka Nathan
Waka Joseph Nathan (* 8. Juli 1940 in Auckland, Neuseeland; † 24. September 2021) war ein neuseeländischer Rugby-Union-Spieler auf der Position des Flügelstürmers.

## Biografie
Er ging als Schüler auf die Mangere Central Primary School und auf das Otahuhu College. Auf dem College spielte er in den Jahren 1956 und 1957 in dessen erster Rugbymannschaft. Vereinsrugby spielte er beim örtlichen Otahuhu RFC. Mit 19 Jahren wurde er 1959 zum ersten Mal in die Auswahlmannschaft der Auckland RFU berufen. Außerdem tourte er im selben Jahr mit der Auswahl der New Zealand Māori durch den Pazifik. 1960 gewann er mit Auckland den Ranfurly Shield gegen die North Auckland RFU. Anschließend konnte er mit seiner Provinz den Shield bis 1963 in 25 Spielen verteidigen. In einem Verteidigungsspiel gegen die Canterbury RFU gelang es ihm in letzter Minute einen Versuch zu legen, der den Sieg sicherte.
Während der Jahre 1960 und 1961 spielte er erneut für die New Zealand Māori, bevor er 1962 für die neuseeländische Nationalmannschaft (All Blacks) auf deren Tour in Australien debütierte. Dort spielte er in beiden Länderspielen gegen die australische Nationalmannschaft (Wallabies). Beim Gegenbesuch der Australier noch im selben Jahr spielte er wieder in allen drei Spielen. Durch insgesamt vier Siege und einem Unentschieden gelang es den All Blacks den Bledisloe Cup erfolgreich zu verteidigen.
1963 und 1964 tourte er mit den All Blacks in Europa und spielte dort in zwei von fünf Länderspielen gegen Frankreich und Wales. Beide Spiele wurden von den All Blacks gewonnen. Aufgrund einer Beinverletzung fiel er im Verlauf der Jahre 1964 und 1965 weitestgehend aus. Somit verpasste er den Sieg der Neuseeländer in der Länderspielserie gegen die tourende südafrikanische Nationalmannschaft (Springboks), konnte jedoch mit den New Zealand Māori gegen die Springboks antreten.
Gegen die 1966 in Neuseeland tourenden British and Irish Lions spielte er in allen vier Länderspielen, die die All Blacks allesamt für sich entscheiden konnten. Im dritten Spiel gelangen Nathan dabei zwei Versuche. Im Jahr darauf verteidigte er mit den All Blacks wieder den Bledisloe Cup und tourte mit ihnen erneut in Europa, spielte dort jedoch wegen einer Verletzung in keinem der Länderspiele. Danach spielte er noch zwei Jahre weiterhin Rugby, schaffte es aber nicht mehr in den Kader Nationalmannschaft.
Nach seinem Rücktritt vom aktiven Rugby war er 1982 der Teammanager der New Zealand Māori auf deren Tour in Wales und 2003/04 der Präsident der Auckland RFU.